# Siphona vixen
Siphona vixen là một loài ruồi trong họ Tachinidae.